# Éljen a Magyar!
Éljen a Magyar! (Viva gli ungheresi!), op. 332, è una polka veloce di Johann Strauss (figlio).
Subito dopo la conclusione ufficiale del carnevale del 1869 (a Vienna), Johann e Josef Strauss iniziarono i preparativi per la loro stagione di concerti estivi a Pavlovsk, dal 9 maggio al 10 ottobre.
Ma, prima della loro partenza, una serie di concerti avrebbe visto impegnati tutti e tre i fratelli Strauss nella cittadina ungherese di Pest.
In coincidenza con l'apertura del nuovo Redoutensaal (Ridotto), i tre fratelli, per inaugurarlo, vi organizzarono 2 concerti il 16 e il 17 marzo.
Qui vi fu la prima esecuzione della polka veloce di Johann, Éljen a Magyar!, composta appositamente per l'occasione e dedicata alla "nobile nazione ungherese".
Il brano fu accolto con applausi trionfali e fu richiesto per molte volte durante il concerto.
La coda del brano è liberamente ispirata alla Ràkòczi-Marsch, una canzone patriottica molto popolare in Ungheria, che già Hector Berlioz aveva utilizzato molto tempo prima per l'opera La dannazione di Faust (1846).